# Église Notre-Dame de Moustey
L'ancienne église Notre-Dame se situe sur la commune de Moustey, dans le département français des Landes. Elle fait l’objet d’une inscription au titre des monuments historiques depuis le 4 juillet 1973.

## Présentation
L'église Notre-Dame, de style roman, construite en garluche et munie d'un clocher-mur, se situe à proximité immédiate d'une autre église, l'église Saint-Martin de Moustey. Les deux églises étaient jadis dans un même cimetière, ce qui fit dire à Dom Biron, cité par l'abbé Baurein :

« J'ai tant couru, tant voyagé, jamais je n'ai vu deux églises dans un même cimetière. »

Cette situation particulière s'explique par la construction, vraisemblablement un siècle au plus tard après l'édification de l'église paroissiale Saint-Martin, de ce second lieu de culte, rattaché à une léproserie destinée à l'accueil des pèlerins sur la voie de Tours du chemin de Saint-Jacques-de-Compostelle.
L'église servait jadis de chapelle à l'hôpital de pèlerins situé dans une maison proche nommée l'hospitaou, aujourd'hui disparue. Des peintures murales sont   découvertes dans le chœur en 1985 et sont restaurées en 1989. Elles figurent au nord et à l´est un cortège de priants. Le mur sud est consacré à deux scènes de la Genèse : le Péché originel et l'expulsion du Paradis.
De nos jours désacralisée, cette église abrite un musée du patrimoine religieux et des croyances populaires, créé par le parc naturel régional des Landes de Gascogne. Une partie de l'exposition consacrée au pèlerinage de Saint-Jacques-de-Compostelle rassemble manuscrits, œuvres d'art et objets du pèlerinage. Près de l'entrée, une borne indique la distance de 1 000 km qu'il reste à parcourir jusqu'à Saint-Jacques-de-Compostelle sur la voie de Tours.

## Galerie

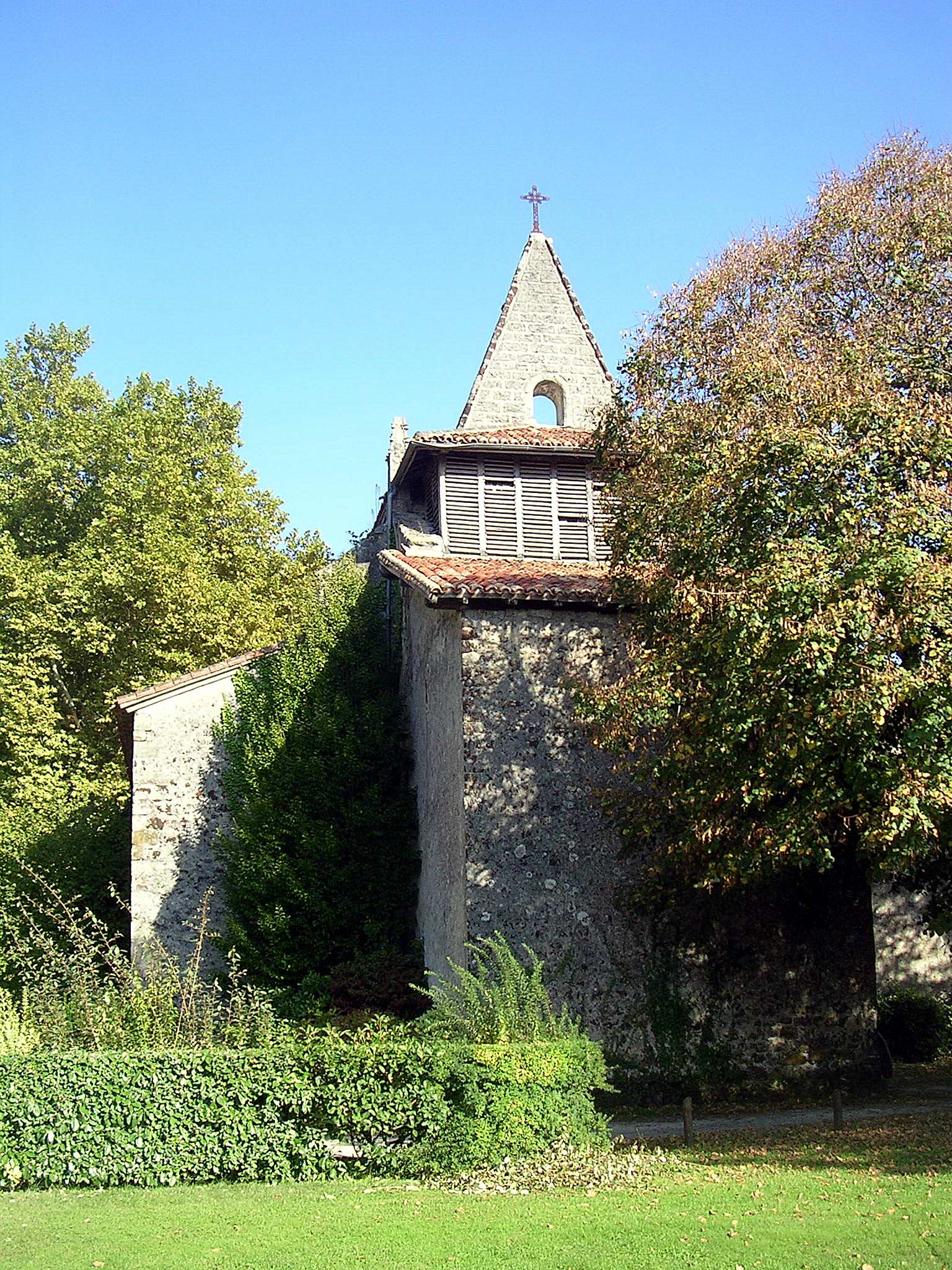
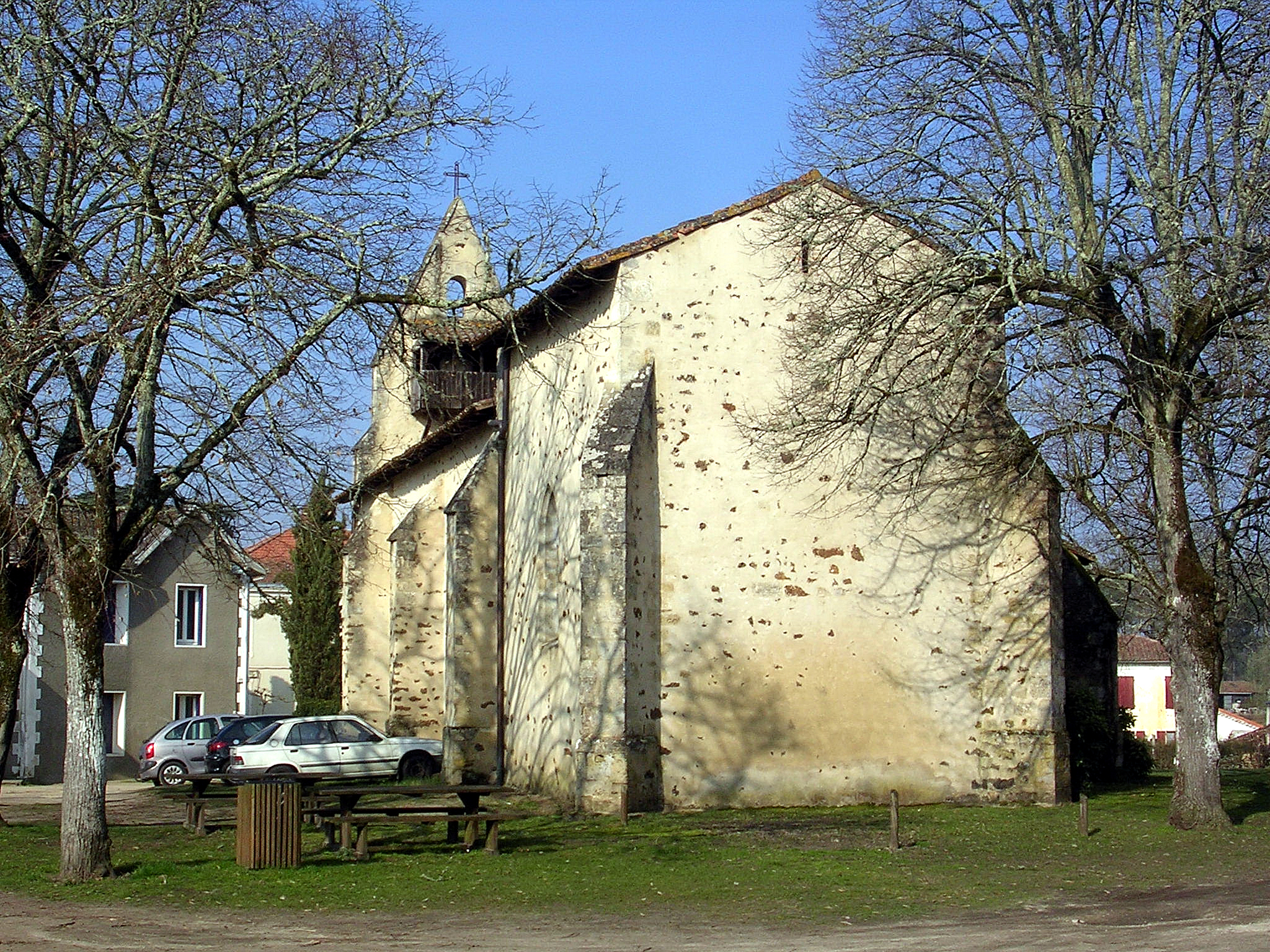
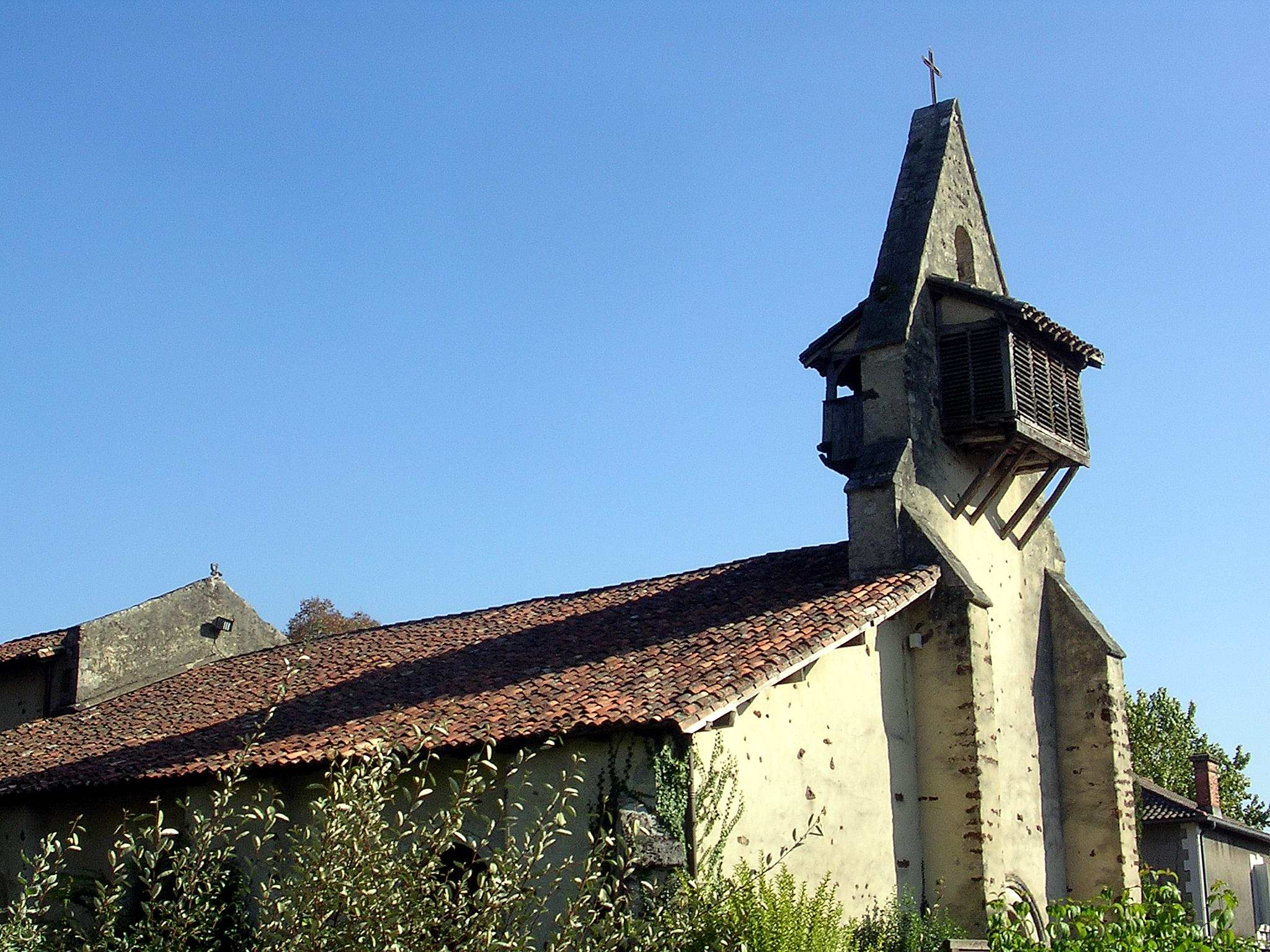
Clocher-mur de l'ancienne église Notre-Dame
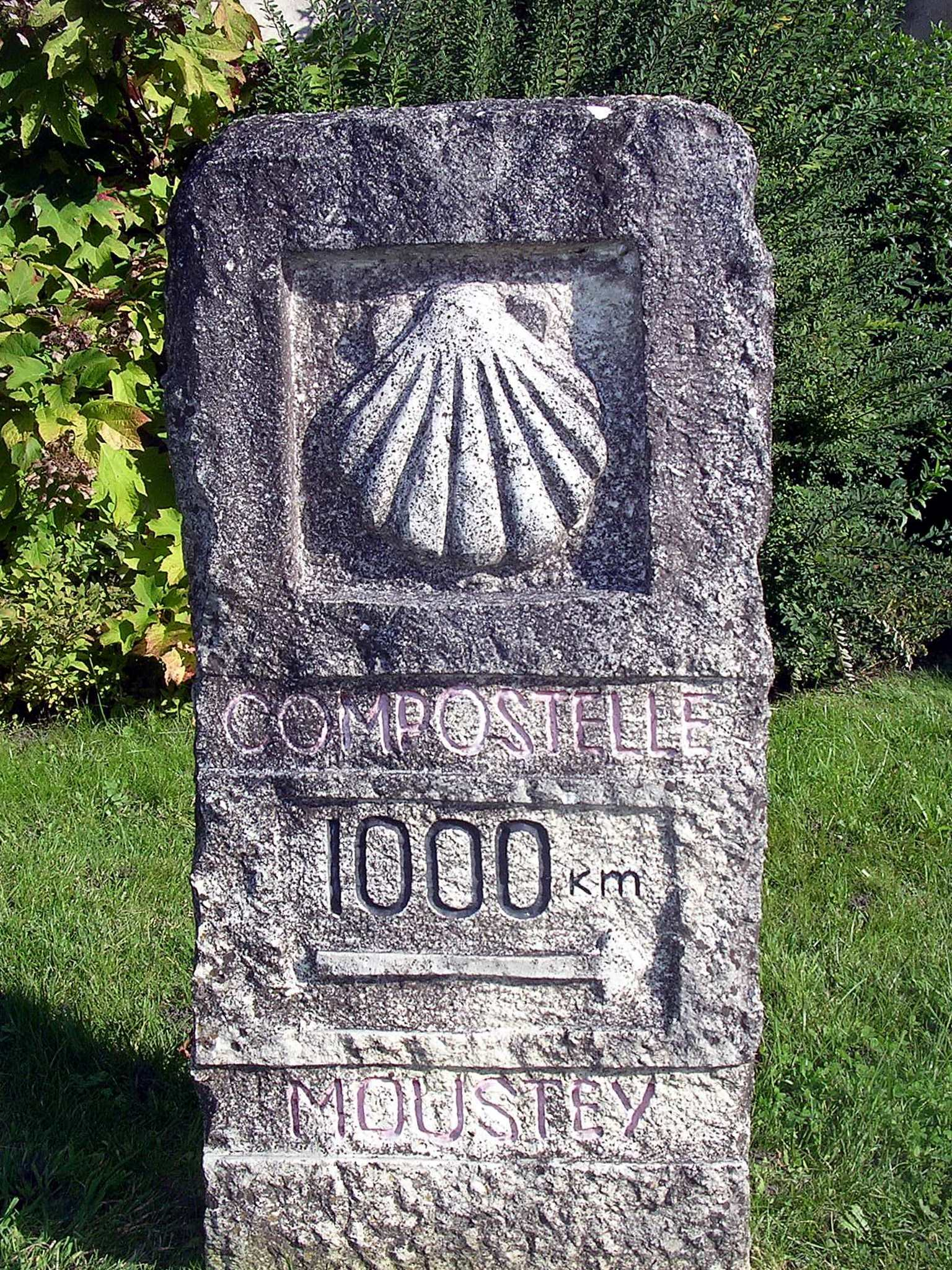
Borne des 1000 km de Saint-Jacques